# Åsa Sjöström
Åsa Sjöström, née le 8 juillet 1976 à Göteborg, est une photographe suédoise.

## Biographie
Åsa Sjöström est formée à l'École nordique de photographie de Biskops-Arnö. Ses photos ont attiré l'attention avec deux prix World Press Photo, 2006 et 2015 et plusieurs fois dans le cadre du concours Picture of the Year. En 2006, Sjöström est devenue la première suédoise à remporter le premier prix du World Press photo avec une série sur une école de ballet en Moldavie, dans la classe Arts et spectacles. Son travail traite généralement de sujets sociaux, et principalement des femmes et des enfants. Åsa Sjöström a été nommée deux fois pour le prix de la journaliste de la Croix-Rouge et deux fois pour le prix photo de l'Unicef pour ses reportages photo sur les enfants et la traite. En 2018, elle a reçu le prix Lars Tunbjörk. Elle travaille comme photographe depuis 2003 et entre les années 2005 et 2013, Åsa Sjöström a été employée comme photographe à Sydsvenskan à Malmö.